# Gymnoscelis sara
Gymnoscelis sara là một loài bướm đêm trong họ Geometridae.